# Ewart Horsfall

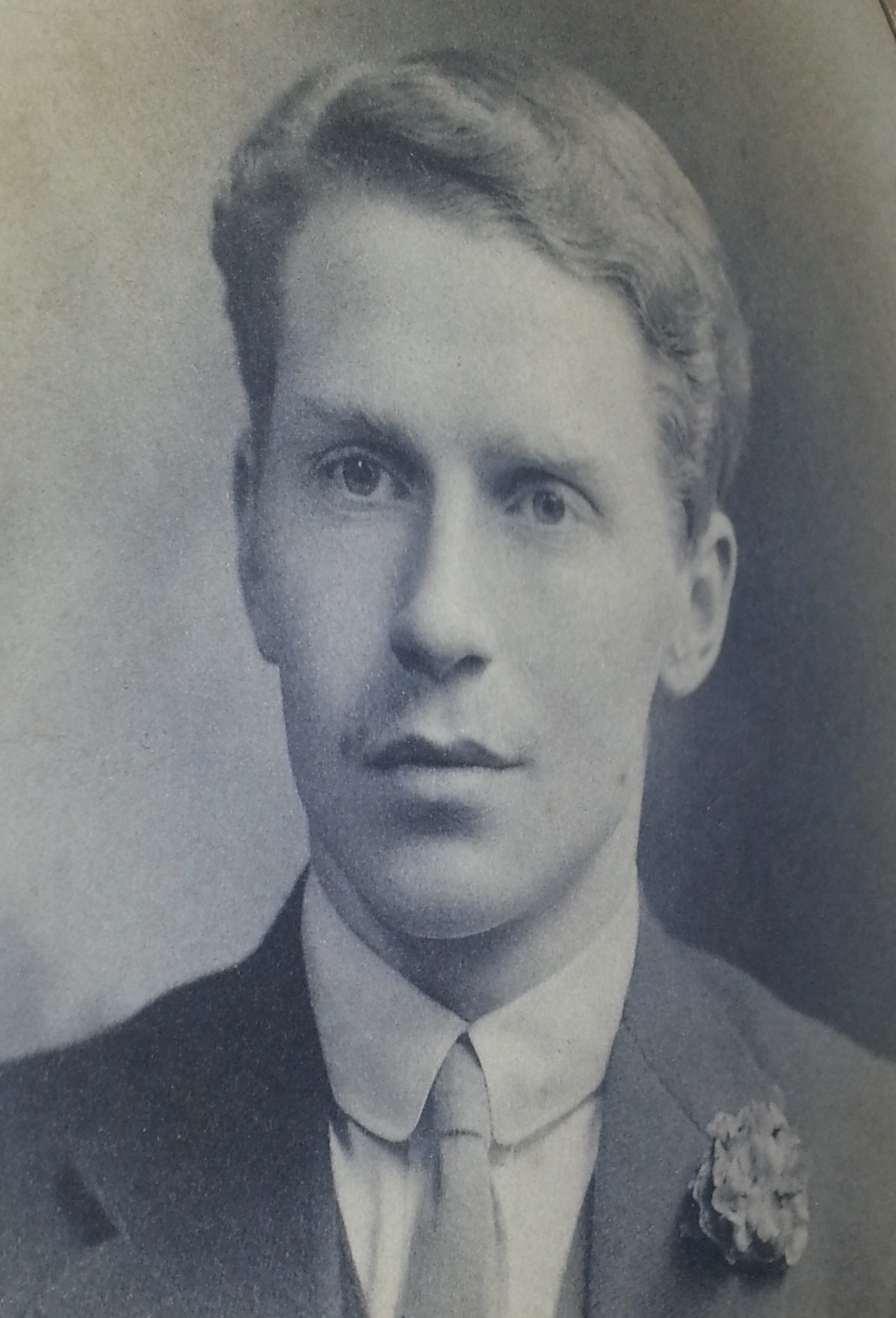
Ewart Horsfall (um 1910)

Ewart Douglas Horsfall (* 24. Mai 1892 in Liverpool; † 1. Februar 1974 in Devizes) war ein britischer Ruderer, der zwei olympische Medaillen gewann.
Nach dem Besuch des Eton College wechselte Ewart Horsfall 1911 nach Oxford ans Magdalen College. Bereits Ende März 1912 gehörte Horsfall zur siegreichen Mannschaft von Oxford beim Boat Race gegen die Mannschaft der Universität Cambridge. Als Mitglied des Leander Club war er jüngstes Mitglied des Achters, den der Verein zu den Olympischen Spielen 1912 nach Stockholm entsandte. Das New College aus Oxford stellte den zweiten britischen Achter, so dass Ruderer aus dem siegreichen Boot des Boat Race in beiden britischen Booten ruderten. Der Achter des Leander Clubs gewann in der Vorrunde gegen den Achter der Toronto Argonauts und im Viertelfinale gegen den Sydney Rowing Club. Nach dem Halbfinalsieg über den Achter des Berliner Ruderverein von 1876 traf das Boot des Leander Club im Finale auf das Boot vom New College und gewann mit dreieinhalb Sekunden Vorsprung.
1913 siegte Horsfall erneut mit Oxford beim Boat Race, 1914 unterlag sein Boot gegen Cambridge. Neben seinen Siegen beim Boat Race gewann Horsfall viermal die Grand Challenge Cup bei der Henley Royal Regatta, davon dreimal als Schlagmann. Im Ersten Weltkrieg war Horsfall ab September 1914 Offizier in der Rifle Brigade der British Army, und wurde ab Februar 1915 zum Dienst beim Royal Flying Corps abgestellt. 1916 wurde er mit dem Military Cross des Heeres ausgezeichnet, 1918 mit dem Distinguished Flying Cross. Nach dem Krieg schied Horsfall im März 1919 im Rang eines Major (bzw. Squadron Leader der Royal Air Force) aus dem Militärdienst aus und kehrte nach Oxford zurück.
Bei den Olympischen Spielen 1920 in Antwerpen erreichte Horsfall mit dem Achter des Leander Club erneut das olympische Finale, unterlag diesmal aber um 0,8 Sekunden gegen den Achter aus den Vereinigten Staaten. 1948 war Ewart Horsfall Manager des britischen Ruderteams bei den Olympischen Spielen in London.